# Caudron G.3
El Caudron G.3 fue biplano monomotor construido por la firma Société des Avions Caudron, ampliamente usado durante las primeras fases de la I Guerra Mundial como avión de reconocimiento y más tarde como entrenador. En comparación con sus competidores tenía un mejor régimen de ascenso y se le consideraba especialmente apto para el vuelo sobre zonas montañosas. Este modelo, que hizo su aparición en mayo de 1914, estuvo precedido por unos veinte diseños diferentes y la construcción de aproximadamente 150 aparatos; de hecho, el nuevo diseño estaba directamente inspirado en el Caudron Tipo B anterior.

## Diseño y desarrollo
Fue diseñado por Gaston Caudron como un desarrollo para uso militar del anterior Caudron G.2 y a su vez del Caudron Tipo B. Voló por primera vez en mayo de 1914 en Le Crotoy.
El observador y el piloto se acomodaban en cabinas abiertas en tándem en una corta barquilla. La cola, provista de dos derivas y timones de dirección, iba sujeta por cuatro largueros; los dos inferiores servían también como patines de cola. Estaba propulsado por un motor rotativo Le Rhône de 80 hp en configuración tractora. Con una configuración sesquiplana , utilizaba la deformación del ala para el control lateral, aunque esto fue reemplazado por alerones convencionales colocados sobre el ala superior en los últimos ejemplares de serie fabricados. El tren de aterrizaje principal incluía dos pares de ruedas muy separados. Por lo general, el G.3 no estaba armado, aunque a veces se le instalaron ametralladoras ligeras y pequeñas bombas antipersonal.
A raíz del comienzo de la I Guerra Mundial fue encargado en grandes cantidades. Avions Caudron inició la fabricación en sus factorías de Lyon y Issy-les-Molineux durante la primera fase de la I Guerra Mundial. Además el tipo fue construido por otras compañías francesas de acuerdo con los hermanos Caudron y sin ningún canon por la licencia, lo que indica su alto grado de patriotismo.La producción total en Francia del G.3 durante la guerra ascendió a 2450 ejemplares. Las factorías Caudron construyeron 1423 aparatos, algunos de ellos completados ante de las hostilidades. Además la compañía British Caudron ensambló 233 en Gran Bretaña, y A.E.R. de Orbassano, cerca de Turín, Italia, construyó otros 166.

## Historia operacional

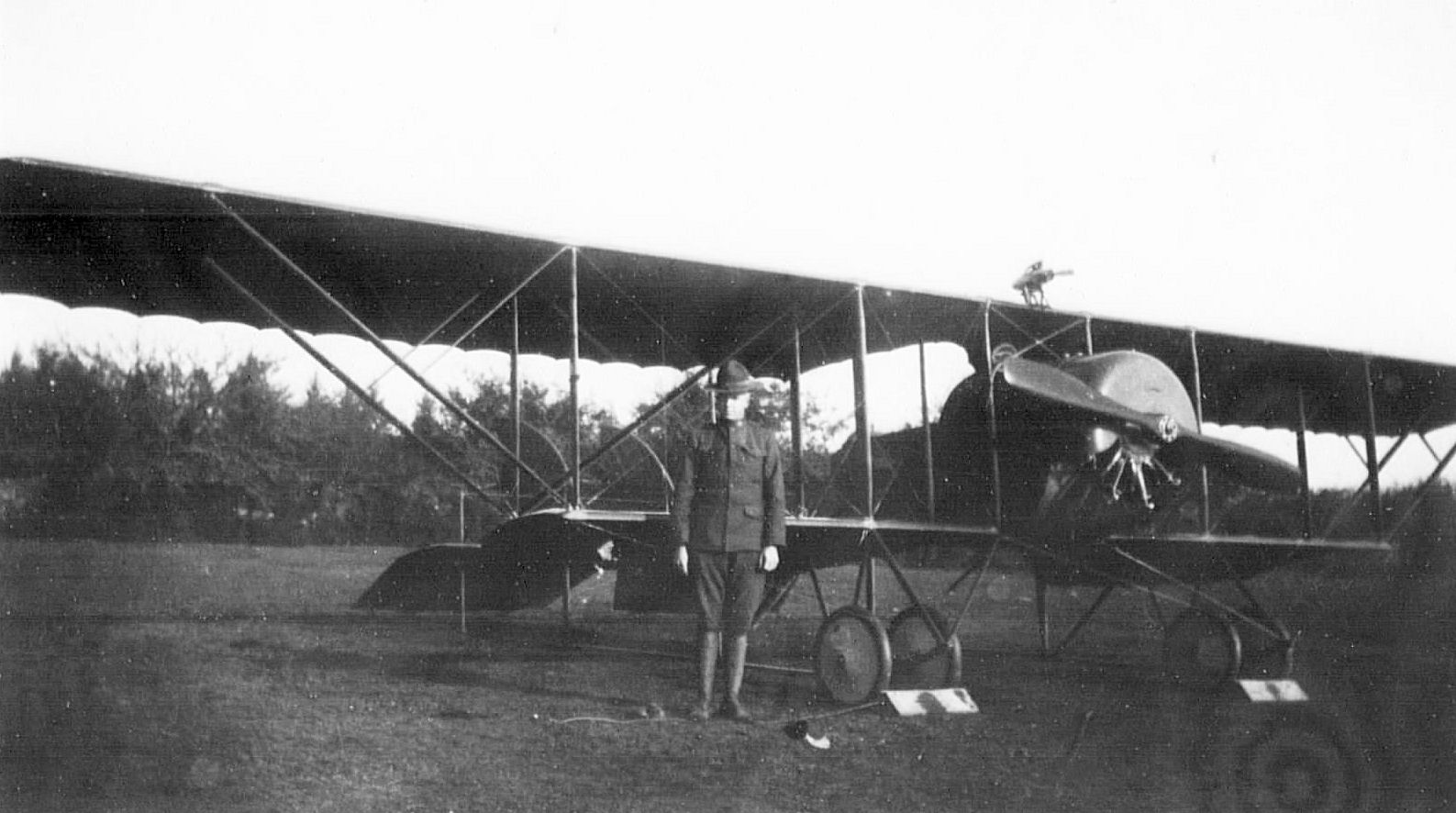
Caudron G.3 operado por el 800º Aero Squadron estadounidense como avión de entrenamiento

El G.3 equipó la Escadrille C.11 de la Aéronautique Militaire al comenzar la guerra, y resultaba adecuado para su uso en tareas de reconocimiento y observación artillera, mostrándose duro y fiable, cualidades que indujeron al Ministerio de la Guerra francés a mantenerlo en servicio en unidades de primera línea; sin embargo, al avanzar la guerra, sus pobres prestaciones y el hecho de volar desarmado lo convirtió en muy vulnerable para dicho servicio; de modo que, los franceses lo retiraron de las escuadrillas operacionales a mediados de 1916. El Cuerpo Aéreo Australiano operó el G.3 durante la Campaña de Mesopotamia de 1915–16.
El Corpo Aeronautico Militare italiano también utilizó el G.3 para el reconocimiento en gran escala hasta marzo de 1917; como hizo el Royal Flying Corps británico (continuando las operaciones hasta octubre de 1917), con las 124 unidades construidas en el Reino Unido, quienes además, equiparon a algunos con bombas ligeras antipersonal y una ametralladora para misiones de ataque contra la infantería alemana.Asimismo el Royal Naval Air Service - RNAS utilizó 109 del tipo en un principio como entrenadores, aunque, al principio de la guerra los empleó armados de tal guisa en algunas infructuosas misiones contra las bases de hidroaviones alemanes.
Continuó en uso como entrenador, tras cesar en las operaciones de combate hasta el final de la guerra. En manos chinas, concretamente en la fuerza aérea del clan Fengtian, durante la Era de los señores de la guerra, continuó en servicio en funciones de entrenamiento hasta el Incidente de Mukden en 1931, cuando a consecuencia de ello, la mayoría fueron capturados por los japoneses, ignorándose su destino final.
Finalizado el conflicto, el G.3 mantuvo la atención del público gracias a una serie de destacados vuelos. En enero de 1919 Jules Védrines posó su G.3 sobre la azotea de los populares almacenes Galeries Lafayette, en el corazón de París. En abril de 1921 Adrienne Bolland, una pionera de la aviación contratada por Avions Caudron, cruzó los Andes con un G.3, desde Tamarindos, Argentina hasta Santiago de Chile , alcanzando una altitud máxima de 4200 m, siendo la primera mujer en sobrevolar los Andes. Otro hito fue la plusmarca femenina de altitud (3900 m) alcanzada por Raymonde de Laroche la primera mujer en el mundo en obtener una licencia de piloto.

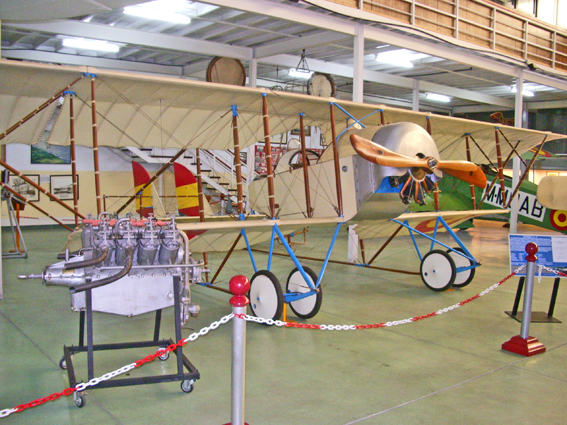
Réplica G.3 en el Museo del Aire y del Espacio, Cuatro Vientos

En España la Aeronáutica Militar adquirió en 1919 aproximadamente (según diferentes fuentes) de 12 a 18 unidades, que fueron destinados a las Escuelas de Vuelo de Getafe y Tablada, para cometidos de escuela elemental. La llegada del entrenador Avro 504 aceleró su paulatina retirada de servicio a partir de 1920.

## Versiones
Las principales versiones del G.3 que entraron en servicio a lo largo de la guerra pueden detallarse mejor mediante el sistema de designación utilizado por el Alto Mando francés
- Cau 3 A.2 - Empleada por los aliados (incluso unidades belgas) en el frente occidental, Rusia y Medio Oriente
- Cau 3 D.2 - Entrenador biplaza con doble mando
- Cau E.2 - Entrenador estándar propulsado por diferentes motores rotativos (Le Rhône, Clerget, Gnome)
- Cau 3 R.1 - Versión que se había desarrollado a partir de la versión básica, usada únicamente por franceses y estadounidenses para el entrenamiento de rodaje en tierra; la «R» indicaba rouleur(avión de carreteo) habiéndole retirado el revestimiento textil grandes áreas del ala para evitar que pudiera despegar.
- Cau 3.12 - La versión final más importante propulsada por un motor radial Anzani de 100 hp en lugar del motor rotativo de 80 hp

En Alemania, la compañía Gotha fabricó copias a partir de ejemplares capturados como LD.3 y LD.4 (Land Doppeldecker - biplano terrestre)

## Ejemplares preservados
Han sobrevivido pocos Caudron G.3 y la mayoría de ellos se exhiben en museos:
- Musée de l'Air et de l'Espace, París. Restaurado como n.º serie 324
- Musée Royal de l'Armée et d'Histoire militaire, Bruselas. Restaurado como n.º serie 2531
- Hallinportin ilmailumuseo, Halli Airport en Kuorevesi-Jämsä, Finlandia. Restaurado como 1E18
- RAF Museum Hendon. Restaurado como 3066
- Museo Aeronáutico de Maracay, Venezuela. Reconstruido a partir de piezas originales
- Museu Aeroespacial, Río de Janeiro, Brasil

Réplicas
- Museo del Aire y del Espacio, Cuatro Vientos, Madrid
- Museu do Ar, Base aérea de Sintra, Portugal
- Musée Volant Salis,La Ferté-Alais , Francia
- Old Rhinebeck Aerodrome, Rhinebeck, Nueva York
- Letecké muzeum Metoděje Vlacha, Mladá Boleslav , República Checa

## Especificaciones técnicas
Referencia datos: Enciclopedia Ilustrada de la Aviación. (1982) Volumen 5 pág. 1073 ISBN 84-85822-52-8

### Características generales
- Tripulación: 2
- Longitud: 6,40 m
- Envergadura: 13,40 m
- Altura: 2,50 m
- Superficie alar: 27 m²
- Peso cargado: 420 kg
- Peso máximo al despegue: 710 kg
- Planta motriz: 1× rotativo de nueve cilindros en estrella Le Rhône 9C.
  - Potencia: 60 kW (80 HP; 81 CV)
- Hélices: Bipala de madera de paso fijo

### Rendimiento
- Velocidad nunca excedida (Vne): 108 km/h
- Alcance: 4 horas / 300 km
- Techo de vuelo: 3000 m

## Usuarios
Argentina
- Aeronáutica Argentina

 Australia
- Australian Flying Corps Mesopotamian Half Flight
- Central Flying School AFC, Point Cook, Victoria

 Bélgica
- Real Fuerza Aérea Belga

 Brasil
- Servicio Aéreo del Ejército Brasileño

 República de China
- Fuerza Aérea Nacionalista de China - Doce comprados a Francia en 1913

 Colombia
- Escuela de Aviación – Tres aviones comprados en 1920; primer avión militar de Colombia

 Dinamarca
- Flyvevåbnet

 Estados Unidos
- Fuerza Expedicionaria Estadounidense / Aviation Section, U.S. Signal Corps

 España
- Aeronautica Militar – 18 comprados en 1919 como entrenadores

 El Salvador
- Flotilla Aérea Salvadoreña – Tres ejemplares

 Finlandia
- Suomen ilmavoimat – 12 de Francia en 1920, seis construidos en Finlandia por Santahaminan Ilmailutelakka entre 1921 y 1923.

 Francia
- Aéronautique Militaire – Operado por 38 escadrilles

 GreciaServicio de Aviación Helénico
 Guatemala
- Escuela Nacional de Aviación

 Reino del Hiyaz
- Cuerpo Aéreo de Hiyaz – Construidos en Italia

 Honduras
- Escuela de Aviación - Un ejemplar comprado en 1923

 Italia
- Corpo Aeronautico Militare

 Japón
- Servicio Aéreo del Ejército Imperial Japonés

 Perú
- Aviación Militar – Un único ejemplar

 Polonia
- Lotnictwo wojskowe Rzeczypospolitej Polskiej

 Portugal
- Arma da Aeronáutica

 Reino Unido
- Real Fuerza Aérea británica Royal Flying Corps - RFC
- Royal Naval Air Service - RNAS

 Rumania
- Serviciul de Aeronautică Militară

 Imperio ruso
- Flota Aérea Militar Imperial

 Reino de Serbia
- Srpka avijatika

 Turquía
 Servicio Aéreo del ejército turco/Türk Hava Kuvvetleri
 Unión Soviética
- Flota Aérea de los Trabajadores y Campesinos – Aviones ex-Flota Aérea Militar Imperial

 Venezuela
- Escuela de Aviación Militar - 15 unidades compradas en 1920

## Galería de imágenes

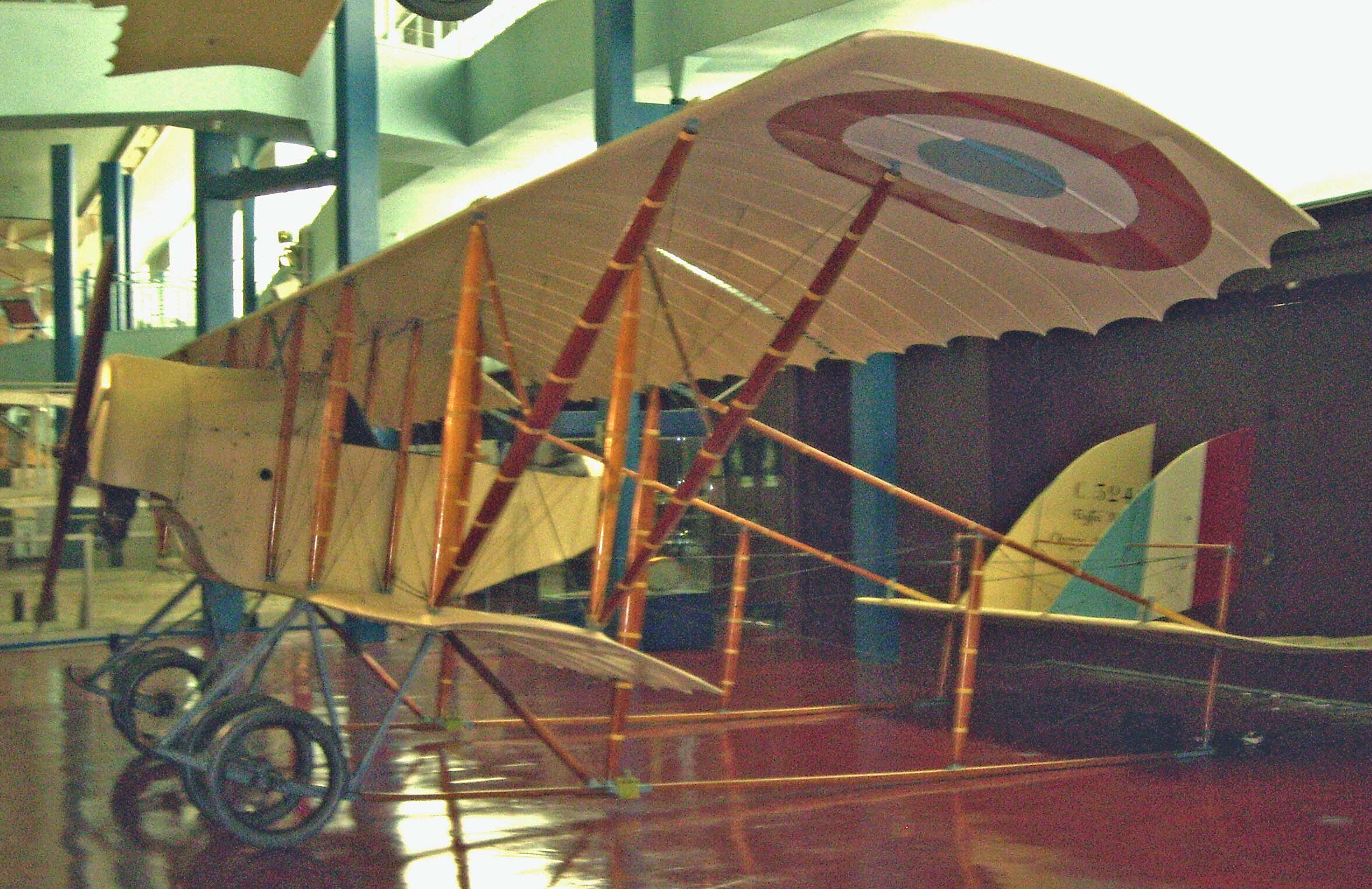
G.3 exhibido en el Musée de l'Air, París
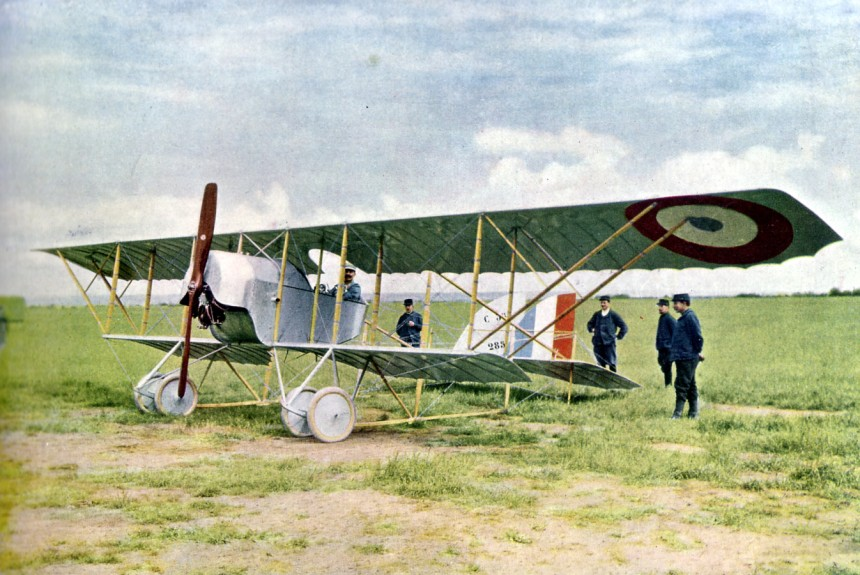
G.3 en el aeródromo Gervais-Courtellemont, 1914
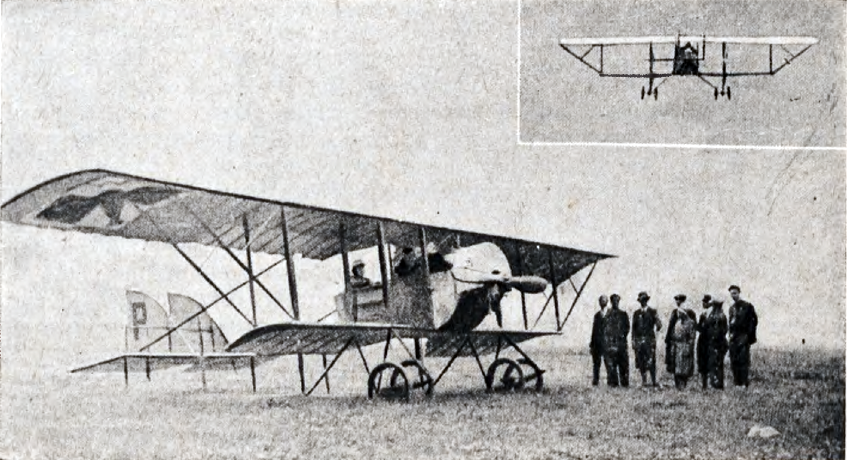
G.3 de las fuerzas aéreas polacas, 1927
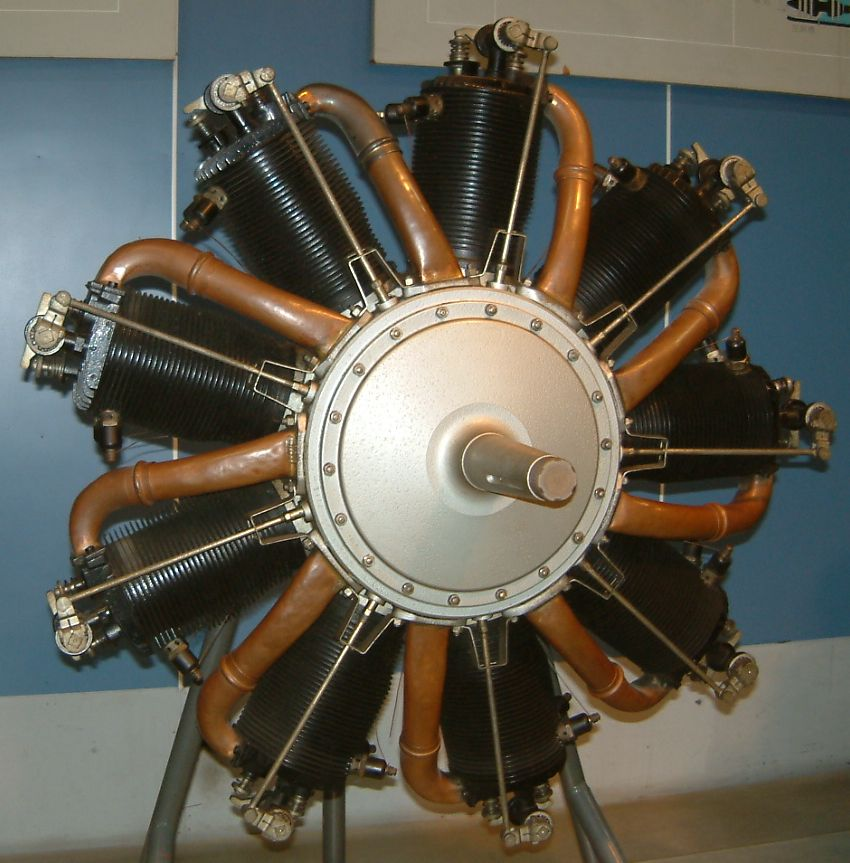
Motor rotativo Le Rhône 9c utilizado por el G.3
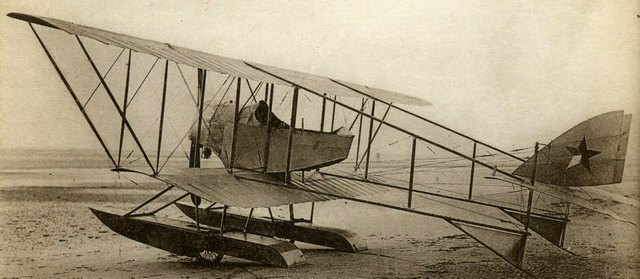
G.3 entrenador de hidroaviones en servicio en China, 1913
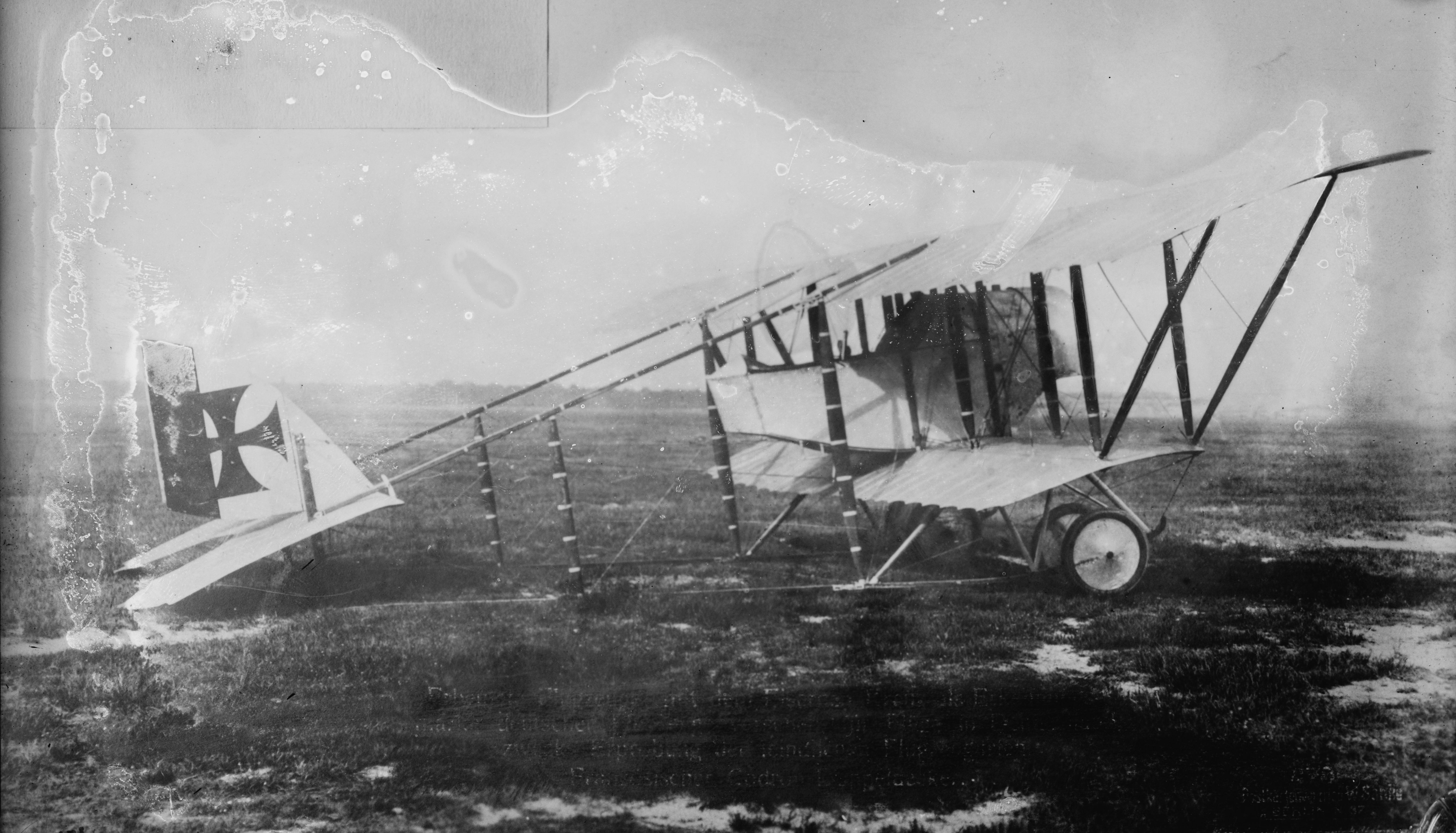
G.3 capturado (o copia Ghota LD.3) con marcas alemanas
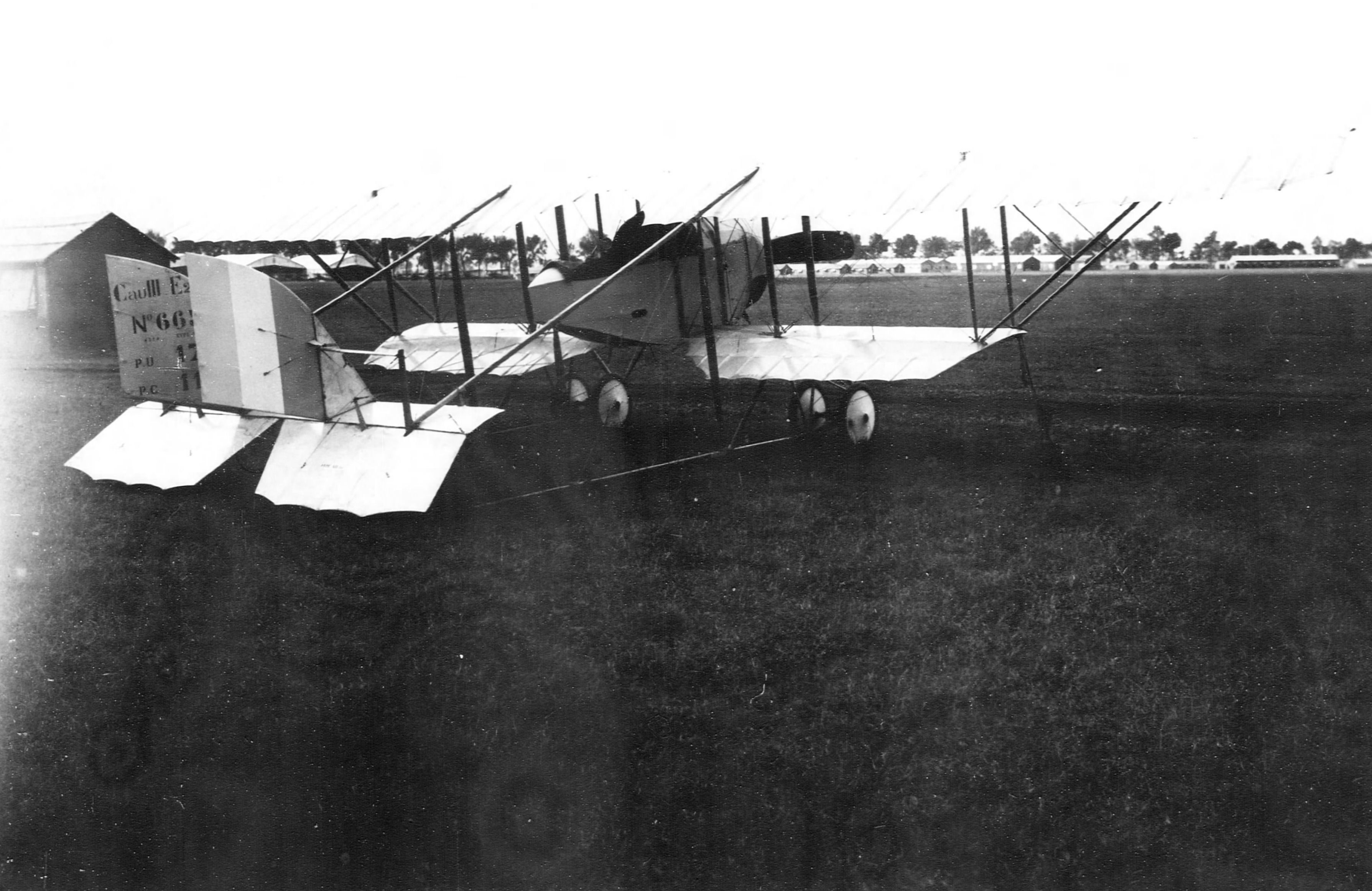
Caudron G.3 E.2  Aeródromo de Romorantin Francia, 1918
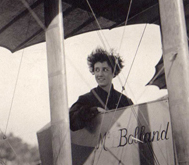
La aviadora Adrienne Bolland en junio de 1920
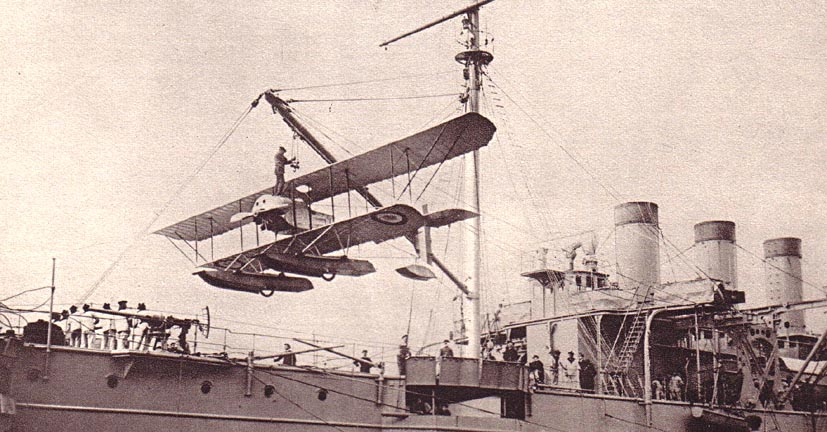
Caudron G.3 J siendo izado al portahidroaviones Foudre, 1914
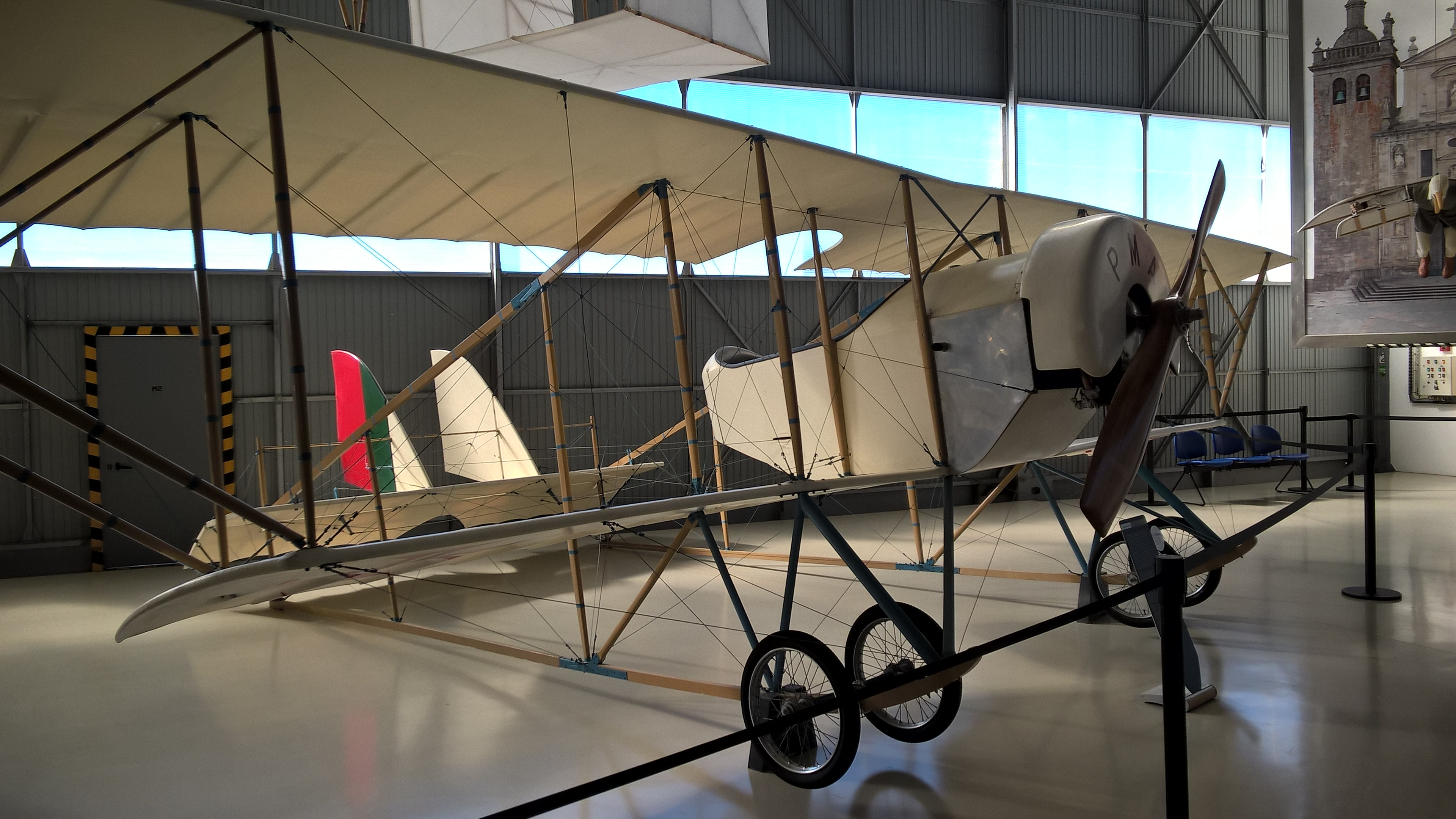
Réplica G.3 exhibida en el Museu do Ar, Sintra , Portugal
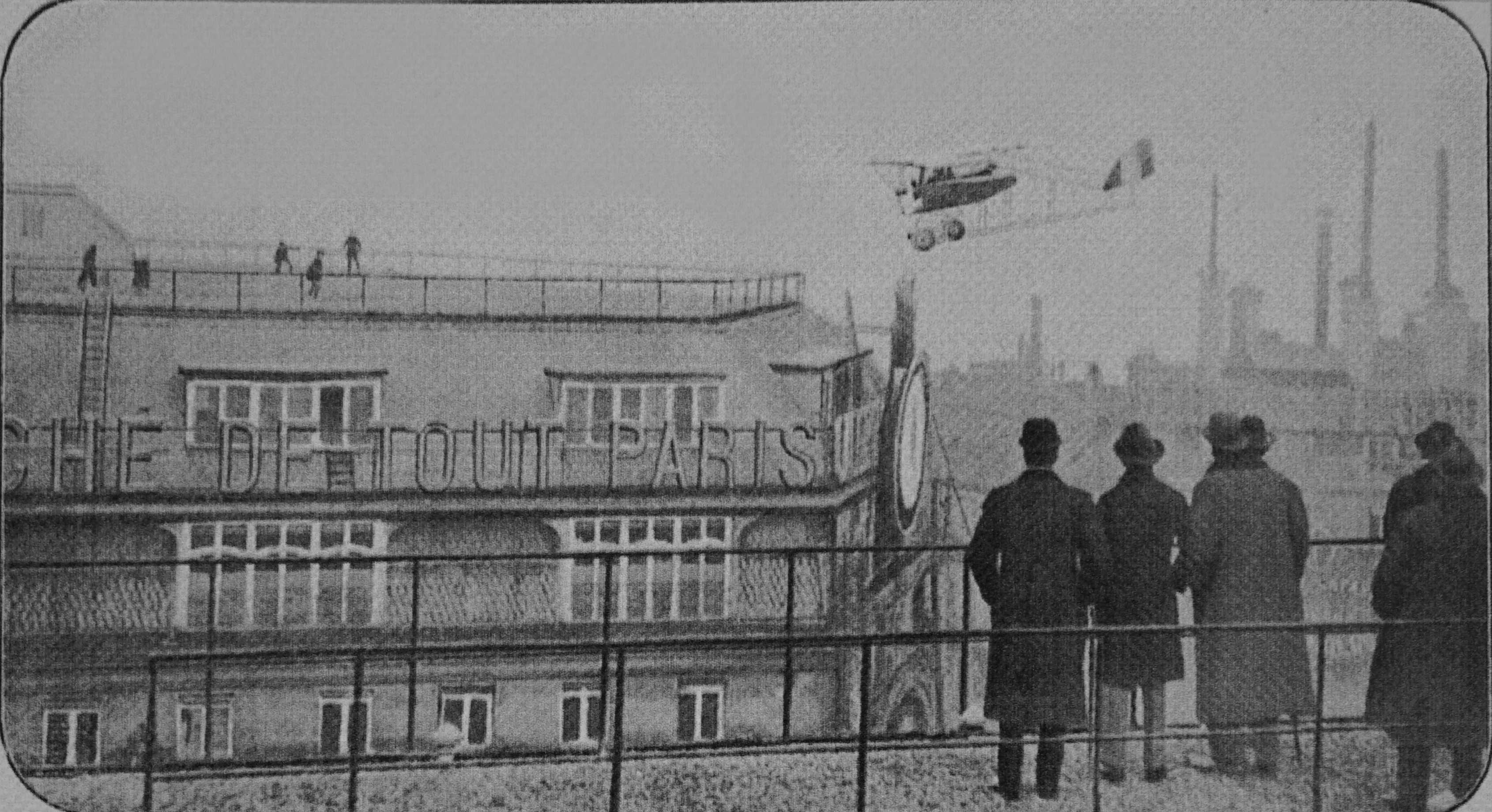
Jules Védrines aterriza en la azotea de las Galerías Lafayette, con su Caudron G.3, 1919
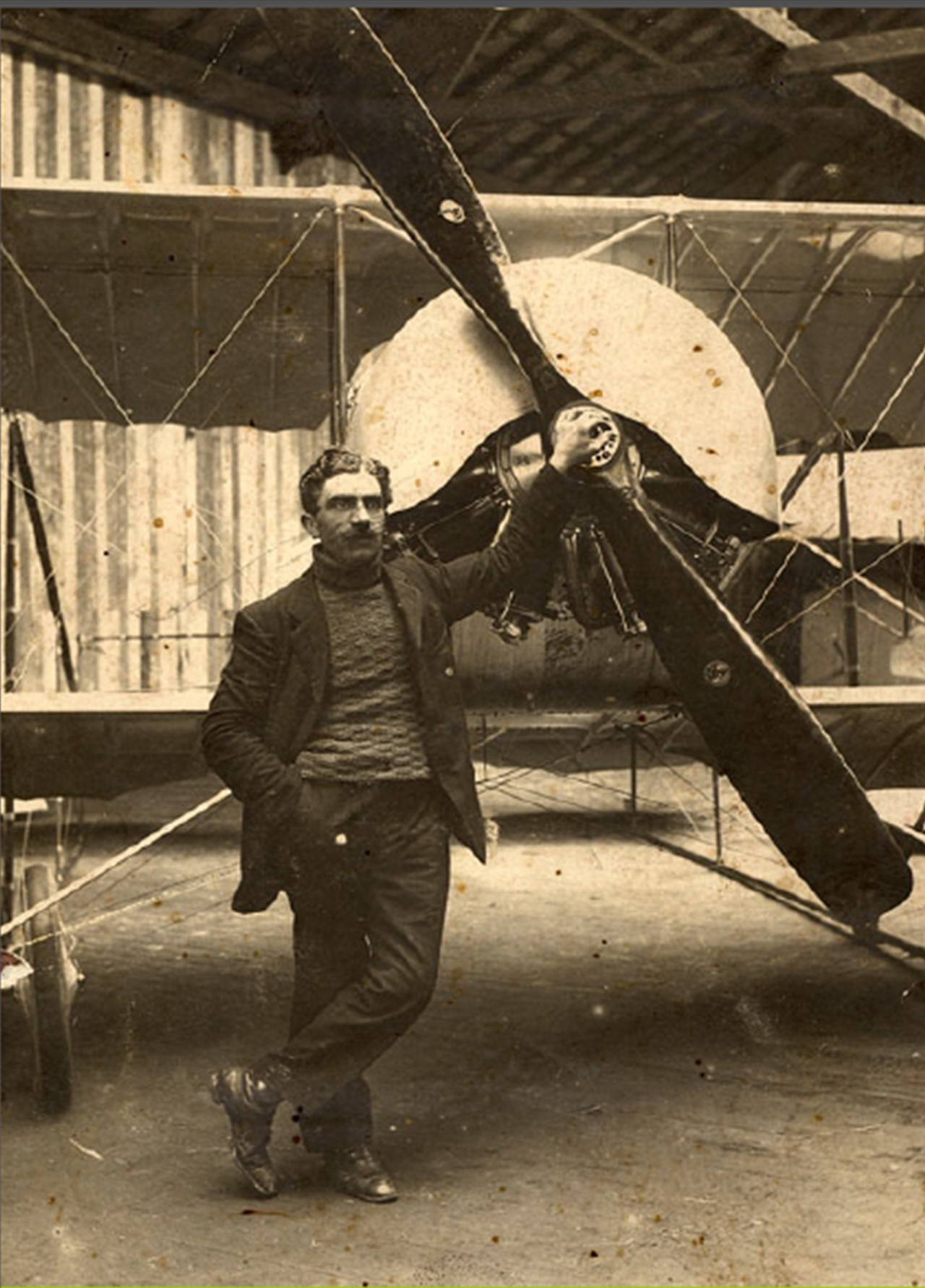
Cesare Cervetti en la fábrica de AER en Orbassano con un Caudron G.3, 1916
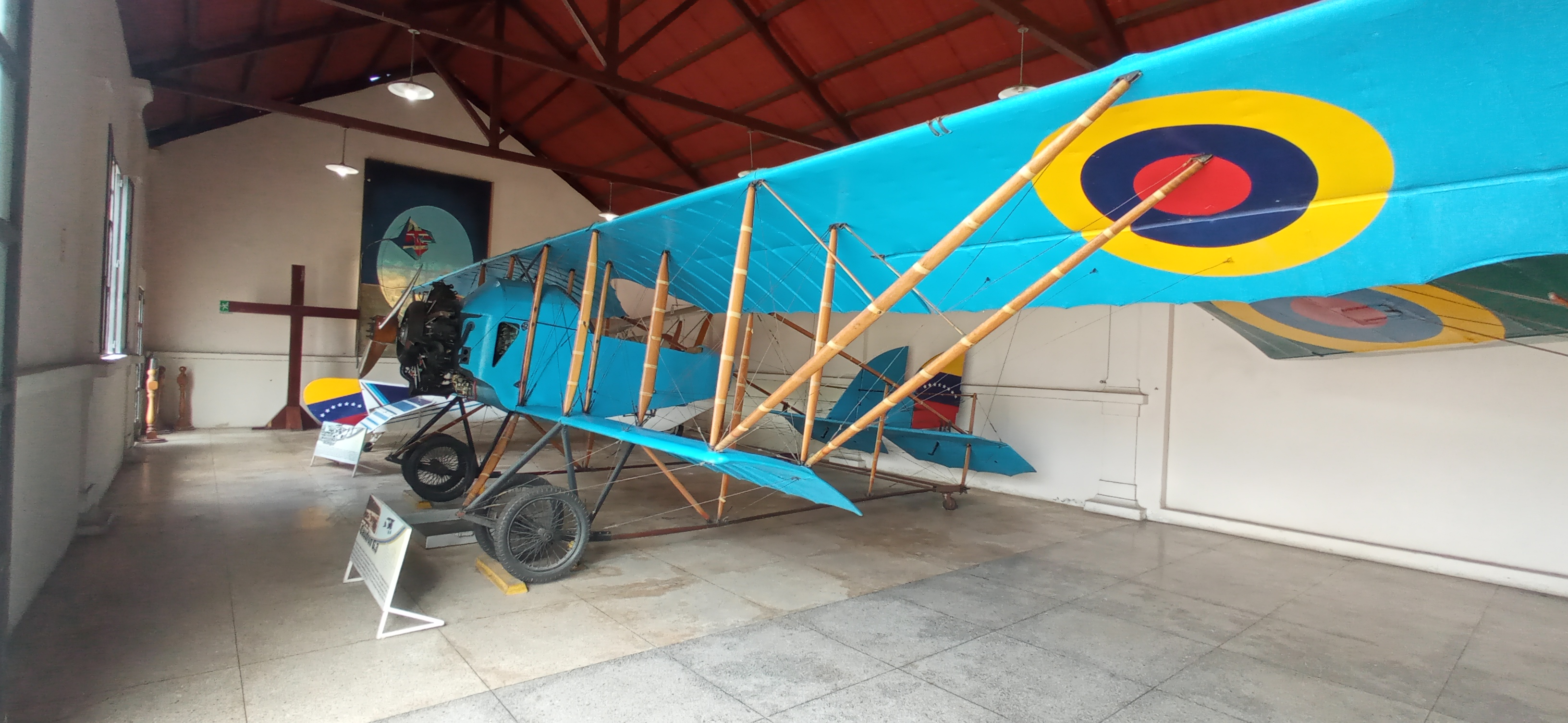
G.3 en el Museo Aeronáutico de Maracay, primer avión de la aviación militar venezolana adquirido en 1920